# Agneau de Sisteron
Agneau de Sisteron est une appellation d'origine, protégée par indication géographique protégée, désignant une carcasse bouchère d'agneaux de deux à cinq mois, dits « de bergerie ». C'est un produit agricole d'élevage ovin originaire des Alpes provençales et de la Drôme provençale.

## Zone géographique
Le cahier des charges de l'indication géographique protégée précise que les agneaux dont sont issues les carcasses bouchères agneau de Sisteron sont élevés dans la région PACA (à l'exception de quelques communes situées le long de côte méditerranéenne) et la Drôme provençale.

## Cheptel
Les mères sont de races rustiques locales : Mérinos d'Arles, Mourerous ou Préalpes du Sud . Les pères sont d'une de ces races rustiques locales, ou de race Ile-de-France, Charollais, Suffolk ou Berrichon. Des croisements peuvent donc être pratiqués.

## Élevage

### Conduite du troupeau
Le mode de conduite du troupeau reproducteur est de type extensif. Les surfaces pastorales (prairies, parcours, alpages) sont des espaces semi-naturels exploitables uniquement par le pâturage des troupeaux. Elles sont utilisées au minimum 180 jours par an (du printemps à l'automne) avec un éventuel complément par des fourrages et un aliment complémentaire référencé .
Les conditions de vie dans la bergerie sont aussi précisées (litière végétale obligatoire, surface de couchage minimale, etc.). L'administration d'antibiotiques en préventif est interdit. 

### Après l'agnelage

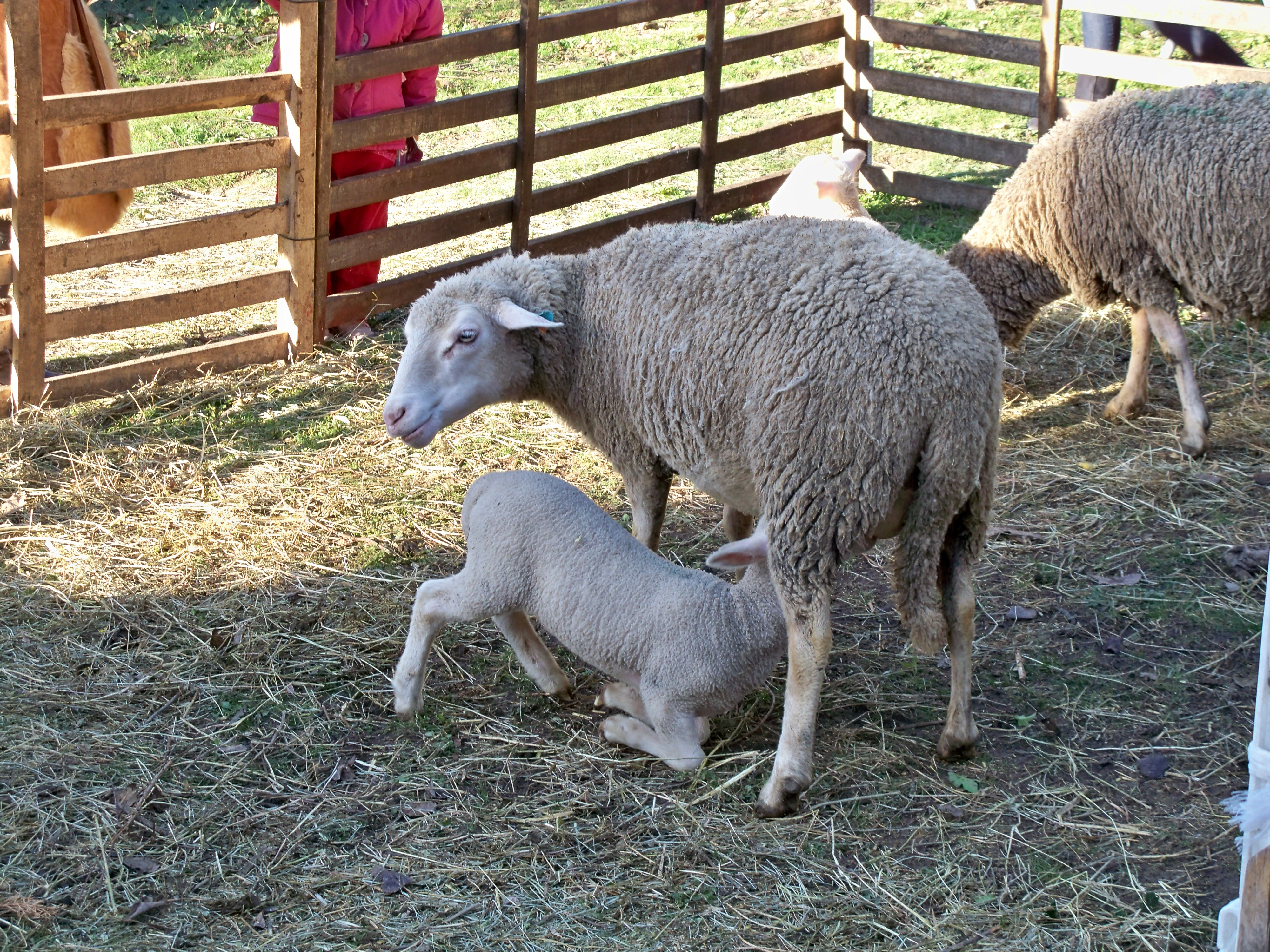
Filière agneau de Sisteron : agneau élevé sous sa mère

Les brebis sont conduites vers les pâturages alors que les tout jeunes agneaux sont laissés dans les bergeries (d'où l'appellation « agneau de bergerie »). Les éleveurs peuvent laisser les agneaux suivre les brebis vers les prés les plus proches si les conditions climatiques le permettent.
Pendant au minimum 60 jours après l'agnelage, l'allaitement naturel (« élevage sous la mère ») constitue l'alimentation de base des agneaux (tout en pouvant être complémenté d'herbe, de fourrages et d'un aliment à base de céréales). Les agneaux mâles peuvent être castrés.

### Sevrage
Après sevrage naturel, les agneaux suivent les mouvements journaliers du troupeau jusqu'au moment du retour dans les bergeries pour leur finition (engraissement). 
Les agneaux sont nourris à base de fourrages ou de pâturages, complétés par un aliment complémentaire. Au cours de son existence, l'agneau reçoit au minimum 45 % d'aliments issus de la zone IGP. L'utilisation d'ensilage dans l'alimentation des agneaux est interdit.

### Abattage
À l'âge de 70 et 150 jours, pesant entre 13 et 19 kilogrammes, les agneaux sont abattus et les carcasses peuvent éventuellement recevoir l'appellation d'origine « agneau de Sisteron ».
La conduite d'élevage donne une viande de couleur claire, tendre et à la saveur équilibrée.
Si l'élevage était poursuivi au-delà de 150 jours, les agneaux développeraient du gras intramusculaire et superficiel, et la viande prendrait une teinte rouge .

## Label rouge et IGP
Les carcasses d'agneaux ont droit, sous le contrôle de l'INAO, au label rouge accordé par un décret gouvernemental en date du 3 janvier 2005. Une indication géographique protégée protège l'appellation au sein de l'Union européenne depuis le 15 février 2007.

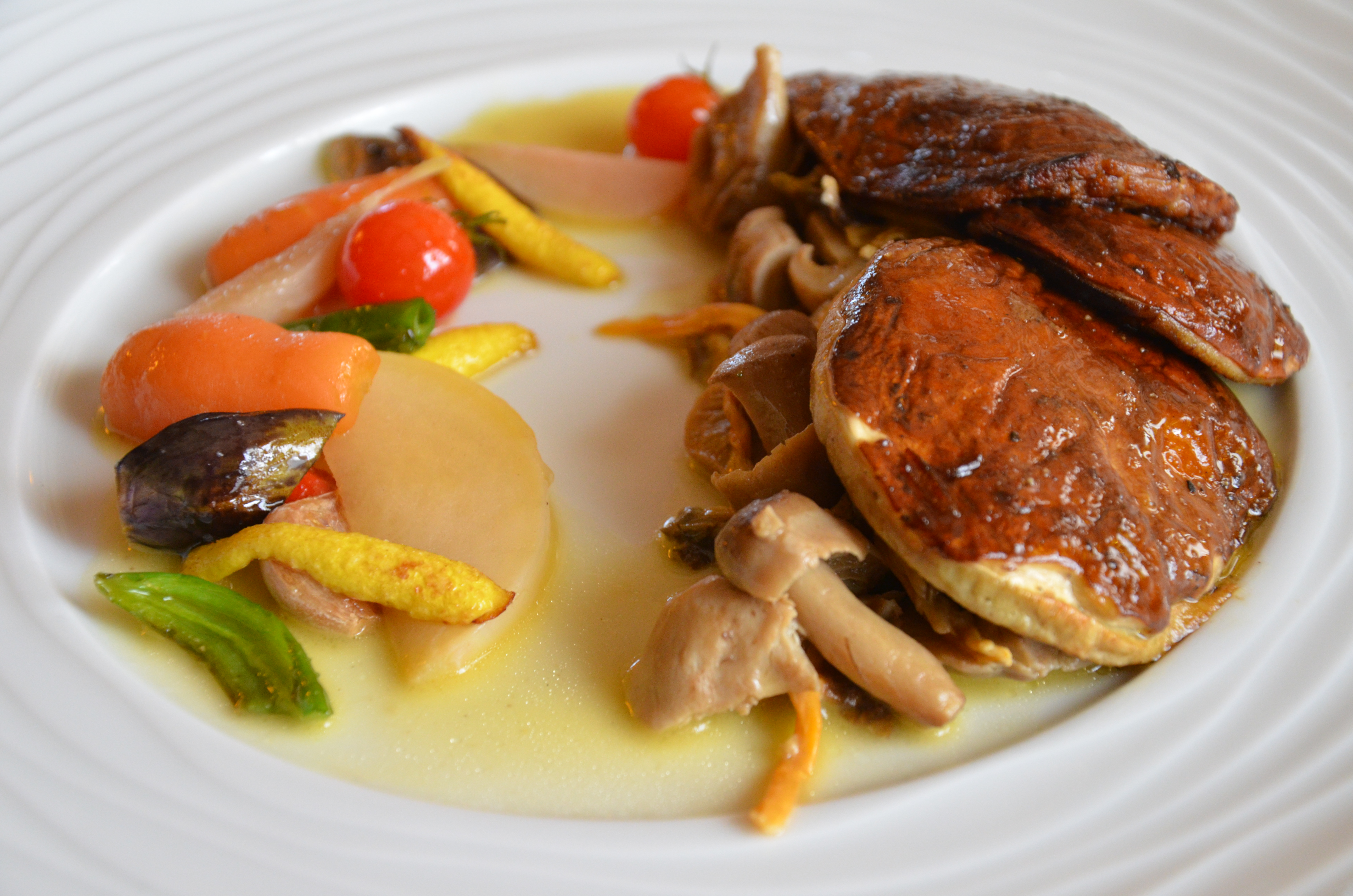
Viande d'agneau de Sisteron et petits légumes
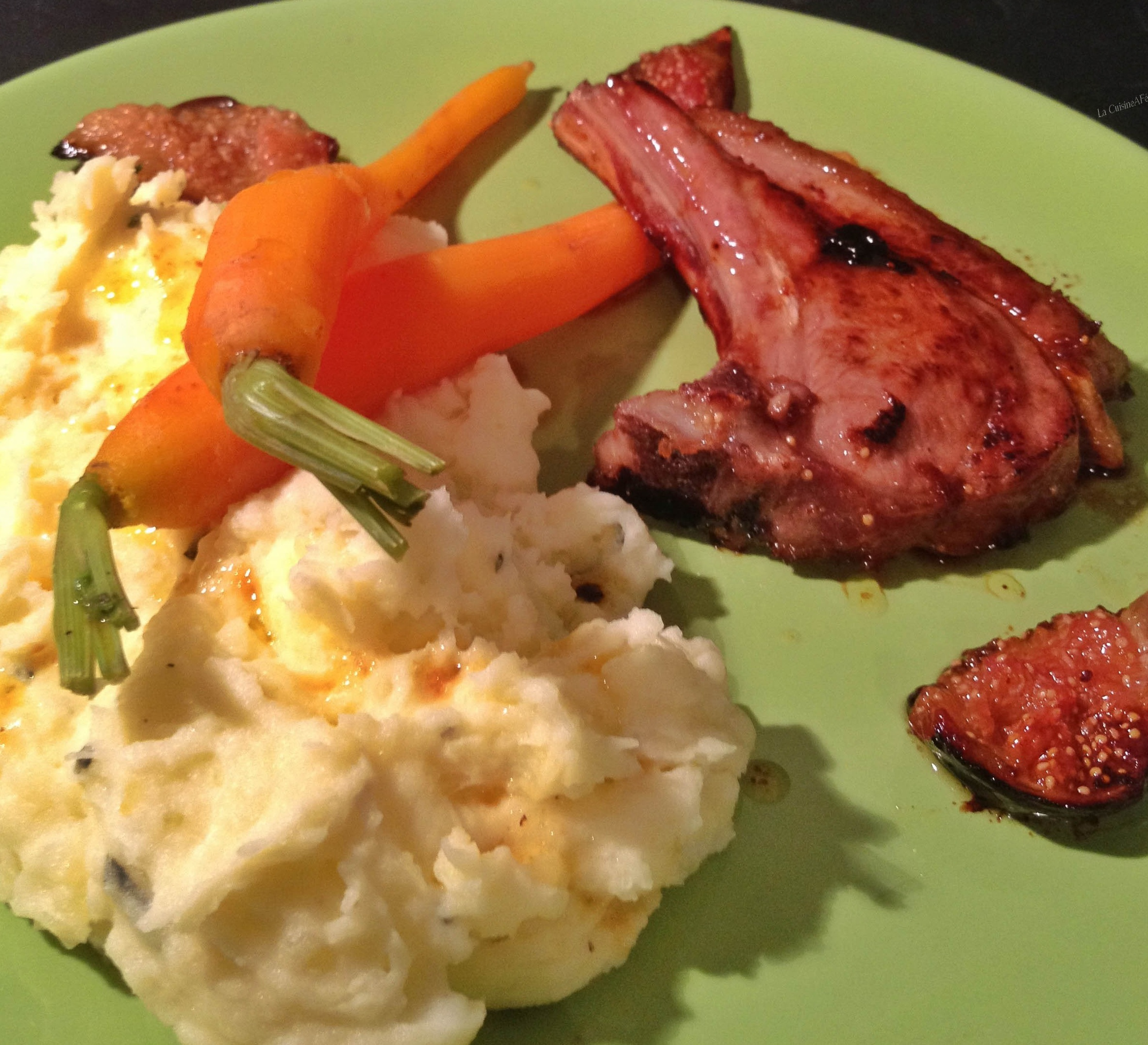
Côtelette à la confiture de figues et écrasée de pommes de terre au basilic et aux truffes
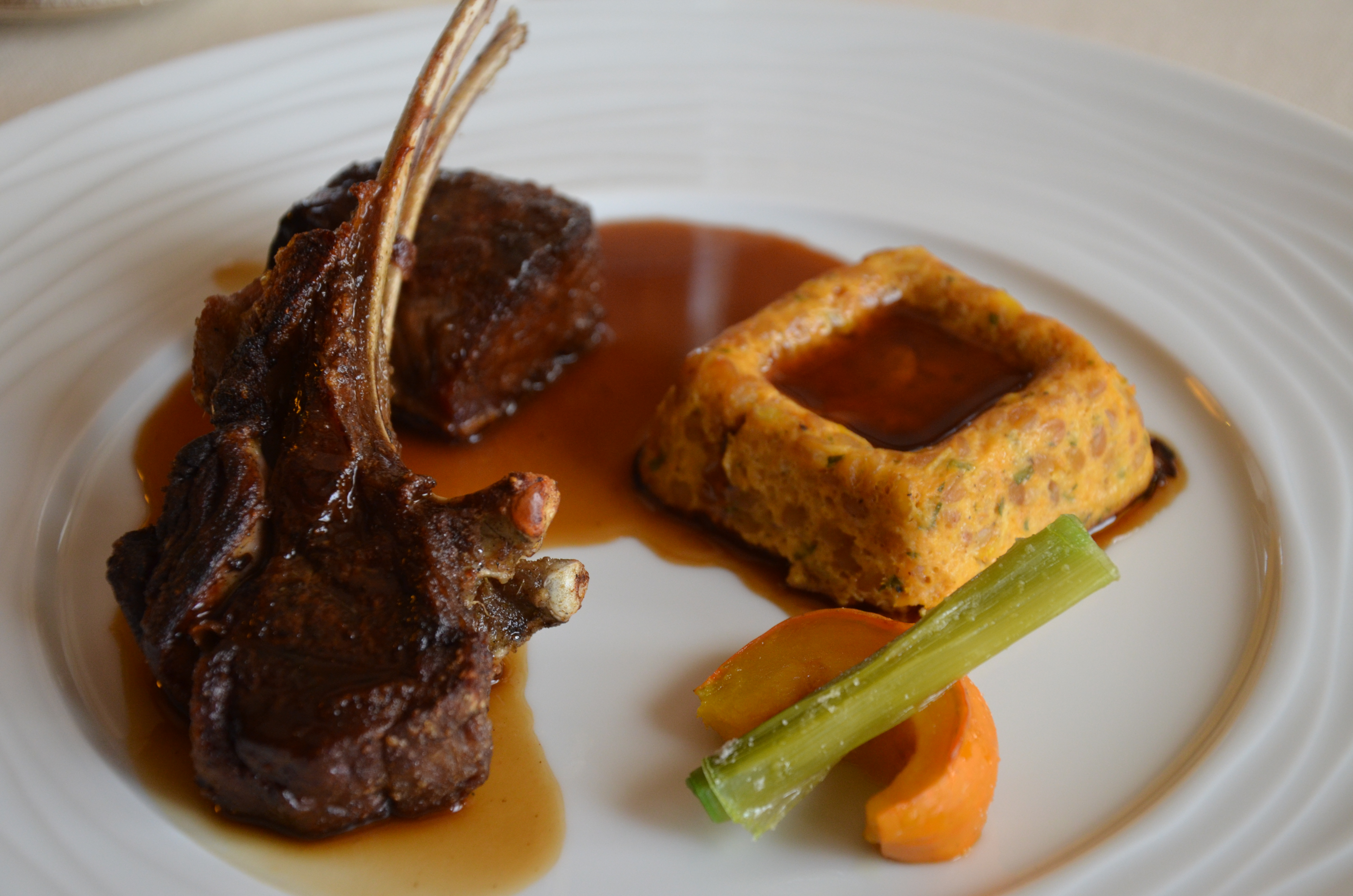
Côtelette d'agneau de Sisteron et flan d'épeautre à la courge

## Provenance de qualité
Cette protection d'appellation a mis un terme à la pratique de cheptels élevés dans les mêmes conditions mais provenant d'autres régions dont la Basse-Provence, le Massif central et le Piémont. Chaque année, c'étaient près de 400 000 bêtes qui passaient par les abattoirs de Sisteron profitant d'un certain laxisme pour usurper une provenance recherchée.